# Częstotliwość (serial telewizyjny)
Częstotliwość (ang. Frequency) – amerykański serial przygodowy z elementami science fiction wyprodukowany przez Jeremy Carver Productions, Lin Pictures oraz Warner Bros. Television Studios, który został stworzony przez Jeremy’ego Carvera. Serial jest adaptacją telewizyjną filmu Częstotliwość w reżyserii Gregory’ego Hoblita z 2000 roku. Frequency był emitowany od 5 października 2016 roku do 25 stycznia 2017 roku przez The CW.
W Polsce serial Częstotliwość był udostępniony w ramach usługi VOD Seriale+ platformy nc+ od 10 listopada 2016 roku, a następnie emitowany na kanale AXN od 3 sierpnia 2017 roku.
8 maja 2017 roku, stacja The CW ogłosiła oficjalnie anulowanie serialu po jednym sezonie.

## Fabuła
Serial opowiada o Raimy Sulivan, policjantce, która w 2016 roku przez stare radio kontaktuje się ze swoim zmarłym w 1996 roku ojcem, Frankiem. Kiedy próbuje wpłynąć na przeszłość i uratować mu życie, wywołuje „efekt motyla” i zmienia teraźniejszość w nieprzewidziany sposób. Żeby naprawić spowodowane szkody, musi wyjaśnić pewne dawne morderstwo, współpracując ze swoim ojcem poprzez czas.

## Obsada

### Główna
- Peyton List jako Raimy Sullivan[4]
- Riley Smith jako Frank Sullivan[5]
- Mekhi Phifer jako Satch DeLeon[6]
- Anthony Ruivivar jako Stan Hope[7]
- Lenny Jacobson jako Gordo[8]
- Devin Kelley jako Julie Sullivan[9]
- Daniel Bonjour jako Daniel Lawrence[10]

## Odcinki
| Sezon | Sezon | Odcinki | Oryginalna emisja   | Oryginalna emisja | Oryginalna emisja | Oryginalna emisja | Oryginalna emisja |
| Sezon | Sezon | Odcinki | Premiera sezonu     | Finał sezonu      | Premiera sezonu   | Finał sezonu      |                   |
| ----- | ----- | ------- | ------------------- | ----------------- | ----------------- | ----------------- | ----------------- |
|       | 1     | 13      | 5 października 2016 | 25 stycznia 2017  | 3 sierpnia 2017   | nieemitowany      |                   |

### Sezon 1 (2016–2017)
| #  | Tytuł                | Reżyseria          | Scenariusz               | Premiera The CW      | Premiera AXN         |
| -- | -------------------- | ------------------ | ------------------------ | -------------------- | -------------------- |
| 1  | Pilot                | Brad Anderson      | Jeremy Carver            | 5 października 2016  | 3 sierpnia 2017      |
| 2  | Signal and Noise     | John Kretchmer     | Jeremy Carver            | 12 października 2016 | 10 sierpnia 2017     |
| 3  | The Near Far Problem | Nina Lopez-Corrado | Nancy Won                | 19 października 2016 | 4 września 2017      |
| 4  | Bleed Over           | Michael Fields     | Michael Alaimo           | 26 października 2016 | 11 września 2017     |
| 5  | Seven Three          | Oz Scott           | John Dove                | 2 listopada 2016     | 18 września 2017     |
| 6  | Deviation            | John Kretchmer     | Jeannine Renshaw         | 9 listopada 2016     | 25 września 2017     |
| 7  | Break, Break, Break  | Tim Hunter         | Linda Patel              | 16 listopada 2016    | 2 października 2017  |
| 8  | Interference         | Tara Nicole Weyr   | Tom Farrell              | 30 listopada 2016    | 9 października 2017  |
| 9  | Gray Line            | John Showalter     | Nancy Won                | 7 grudnia 2016       | 16 października 2017 |
| 10 | The Edison Effect    | Rob Seidenglanz    | John Dove                | 4 stycznia 2017      | 16 października 2017 |
| 11 | Negative Copy        | John Behring       | Michael Alaimo           | 11 stycznia 2017     | 16 października 2017 |
| 12 | Harmonic             | Stefan Pleszcynski | Jeannine Renshaw         | 18 stycznia 2017     |                      |
| 13 | Signal Loss          | Thomas Wright      | Jeremy Carver, Nancy Won | 25 stycznia 2017     |                      |

## Produkcja
30 stycznia 2016 roku stacja The CW ogłosiła zamówienie pilotowego odcinka Frequency, którego producentami wykonawczymi zostali: Jeremy Carver, Dan Lin, Jennifer Gwartz, John Rickard i Toby Emmerich.
9 lutego 2016 roku Riley Smith, znany z serialu Czysta krew, dołączył do obsady głównej serialu. 22 lutego 2016 roku Mekhi Phifer dołączył do Frequency i wcielił się w rolę porucznika Satcha DeLeona. 26 lutego 2016 roku Lenny Jacobson, znany z serialu Siostra Jackie, dołączył do obsady serialu. 29 lutego 2016 roku ogłoszono, że główną rolę kobiecą w serialu zagra Peyton List. 22 marca 2016 roku Anthony Ruivivar dołączył do obsady serialu. 7 kwietnia 2016 roku ogłoszono, że Devin Kelley zagra jedną z głównych ról, wcieli się w Julie Sullivan. 8 maja 2016 Daniel Bonjour dołączył do obsady serialu.
15 maja 2016 stacja The CW zamówiła serial na sezon telewizyjny na sezon 2016/17, którego emisja została zaplanowana na jesień 2016 roku.